# Joan Reig i Viñas
Joan Reig i Viñas (La Garriga 1902-1982) va ser un industrial i polític català.
Fou alcalde de La Garriga (24 de juliol de 1940 - 19 de novembre de 1949) i propietari de Can Reig, una de les lampisteries de més tradició a la Garriga. Va ser membre de la Lliga Catalana en temps de la República, i va pertànyer a l'agrupació local Jaume Balmes de la Federació de Joves Cristians de Catalunya, de la qual fou membre de la junta directiva entre 1931 i 1935, i president entre 1934 i 1935. També va ser un dels fundadors de la Sociedad de Atracción de Forasteros, creada el 1929, l'objectiu de la qual va ser la promoció turística del municipi.
Lluís Viñas, oncle de Joan Reig, va ser alcalde de la Garriga entre 1931 i 1934. Aleshores, Reig ja va formar part de les comissions municipals de l'escorxador, higiene, cementiris, regadiu i festa major com també de la Junta Municipal de Sanitat i d'Assistència Social.
El 1939, amb l'adveniment del franquisme, Joan Reig esdevingué cap local de la Falange Española Tradicionalista y de las JONS, jutge de pau i alcalde, càrrec aquest que ocupà fins a 1949.
El 1946, va sortir la revista local Conquistar, la qual, però, només va durar tres anys, portaveu de la Centuria Jaime I de les Falanges de Franco de la Garriga, a més de les pàgines del full dominical (Hoja de Acción Católica). El juny de 1949 Franco passà per la Garriga tot dirigint-se a Vic, on participà en els actes del centenari de la mort del capellà i filòsof Jaume Balmes.
En abandonar l'alcaldia, Reig va ser objecte d'un homenatge de les autoritats locals, que el van nomenar Fill Predilecte de la Garriga. Continuà com a regidor i primer tinent d'alcalde fins al 1955.